# 法成
法成（ほうじょう、生没年不詳）は、奈良時代の唐僧。開元寺の僧。

## 経歴
鑑真訪日の際に供を志願し、天平勝宝5年（753年）に大伴古麻呂の船に乗って訪日した。